# Zou Mingrong
Zou Mingrong är en kinesisk diplomat som tjänstgjorde som Folkrepubliken Kinas ambassadör i Sverige åren 2001-2004.
Han tog examen vid Beijing University of Foreign Studies 1965 och fick anställning vid det kinesiska utrikesministeriet samma år. Hans första utlandspostering var vid Kinas ambassad i Uganda 1967. 1998-2001 var han Kinas ambassadör i Estland och 2001 tog han upp samma befattning i Sverige. Han är vice ordförande för China National Committee for Pacific Economic Cooperation (CNCPEC) sedan 2005.
Zou har redigerat varit verksam som översättare och har bland annat redigerat det vanliga kinesisk-engelska lexikonet New Age Chinese-English Dictionary som utgavs 1999.